# Лимат
Лимат (на немски: Limmat) е име на река в Швейцария, която изтича от Цюрихското езеро и се влива в Аар. Тя е продължение на река Линт, която дава две трети от водите на езерото. В началото тече през град Цюрих, а след това главно в североизточна посока. Пресича територии на кантоните Цюрих и Ааргау. Подобно на други реки, които изтичат от големи езера (като Нева) Лимат е къса (само 36 км), но пълноводна и плавателна за малки съдове. Има минимален наклон – за тези 36 км се снижава от 406 на 328 м надморска височина. Водосборният ѝ басейн (като се вкючи Линт) е 2146 кв. км. Среден годишен отток при устието – 110 куб. м/сек.

## История
Името се среща за първи път в исторически извори през VІІІ в. във варианта Lindimacus. Оттам е произлязло името и на Линт. През ХІІ и ХІІІ в. реката се е използвала като важен транспортен коридор, свързвайки Цюрих с градовете по долното течение на Рейн. През ХV в. император Фридрих ІІІ гарантира свободното плаване по нея. Днес плават само туристически корабчета – в рамките на Цюрих от Националния музей до езерото и обратно.

## Притоци
- Линт (65 км) – тръгва от Гларнските Алпи и се влива в Цюрихското езеро.[4]
- Зил (73 км) – извира от Швицките Алпи, формира Зилското езеро, тече успоредно на Цюрихското езеро и се влива в Лимат скоро след края му, още в град Цюрих.
- Репиш (27 км) – това е неголяма планинска река.

## Селища

### В кантон Цюрих
- Цюрих (415 хил. д.) – един от основните градове на Швейцария.;
- Шлирен (19 хил. д.);
- Дитикон (27 хил. д.);

### В кантон Ааргау
- Ветинген (21 хил. д.)
- Баден (19 хил. д.)